# Podunajská pahorkatina
Podunajská pahorkatina je severnější, hornatější část slovenské Podunajské nížiny. Podnebí v Podunajské pahorkatině je teplé. Převládají zde úrodné černozemě, ale i méně úrodné hnědozemě, které je nutno zavlažovat, a málo úrodná spraš, ze které se vyrábějí cihly.
Nacházejí se zde významná slovenská města Nitra, Topoľčany, Trnava, Levice, Štúrovo, Nové Mesto nad Váhom, Partizánske, Hlohovec, Zlaté Moravce, Piešťany a Dudince.

## Části
- Trnavská pahorkatina
- Dolnovážská niva
- Nitranská pahorkatina
- Nitrianská niva
- Žitavská pahorkatina
- Žitavská niva
- Hronská pahorkatina
- Hronská niva
- Čenkovská niva
- Ipeľská pahorkatina
- Ipeľská niva